# Carausius fruhstorferi
Carausius fruhstorferi är en insektsart som först beskrevs av Carl 1913.  Carausius fruhstorferi ingår i släktet Carausius och familjen Phasmatidae. Inga underarter finns listade.